# Anton Železnikar
Anton Pavel Železnikar, slovenski inženir elektrotehnike, strokovnjak za računalništvo, informatiko in umetno intelegenco, * 8. junij 1928,  Slovenj Gradec.

## Življenje in delo
Anton Pavel Železnikar se je rodil v družini kirurga Vinka Železnikarja. Po gimnaziji v Mariboru, kjer je leta 1948 maturiral je v Ljubljani študiral elektrotehniko in 1956 diplomiral. Magisterij je opravil 1966 ter 1967 doktoriral z disertacijo Splošna teorija substitucijskih algoritmov in njena povezava z digitalnimi avtomati. V letih 1955–1980 je bil zaposlen na Institutu Jožej Stefan v Ljubljani, od 1980 je bil svetovalec za tehnološki razvoj v Iskri Delti. Na Fakulteti za elektrotehniko v Ljubljani je bil 1975 izvoljen za docenta, 1977 za izrednega in 1982 za rednega profesorja za predmet prevajalniki. Na Univerzi v Mariboru je na Tehniški fakulteti predaval filozofijo in teoriji informatike.
Med letoma 1967 in 1975 je bil predstavnik v Mednarodnem združenju za informatiko (International Federation for Information Processing - IFIP) in 1971 organiziral svetovni kongres IFIP v Ljubljani. Med letoma 1976 in 1981 je bil predsednik Slovenskega društva Informatika, od 1977 tudi urednik časopisa Informatica.
V raziskovalnem delu se je prof. dr. Železnikar posvetil teoriji preklopnih vezij, funkciji algebralne logike, avtomatiki, algoritmom, informacijski logiki, paralelnim računalniškim sistemom, ukvarjal pa se je tudi s strategijo računalniške industrije, od 1980 pa največ z umetno intelegenco in zavestjo. Na univerzi Charleton (Illinois, ZDA) so ob njegovi sedemdesetletnici priredili konferenco o filozofiji in znanosti zvesti, na kateri je imel glavne referate. Za svoje delovanje je prejel več priznanj.

## Priznanja
- Kidričeva nagrada (1968) za delo Overlapping algorithms
- Red dela z zlatim vencem (1979)